# Трушешть (комуна)
Трушешть, Трушешті (рум. Trușești) — комуна у повіті Ботошані в Румунії. До складу комуни входять такі села (дані про населення за 2002 рік):
- Іонешень (1175 осіб)
- Бухечень (757 осіб)
- Дрісля (1074 особи)
- Песетень (131 особа)
- Трушешть (2605 осіб)
- Чирітей (7 осіб)

Комуна розташована на відстані 377 км на північ від Бухареста, 25 км на схід від Ботошань, 80 км на північний захід від Ясс.

## Населення
За даними перепису населення 2002 року у комуні проживали 5749 осіб.
Національний склад населення комуни:
| Національність | Кількість осіб | Відсоток |
| -------------- | -------------- | -------- |
| румуни         | 5650           | 98,3%    |
| цигани         | 97             | 1,7%     |
| угорці         | 1              | < 0,1%   |
| болгари        | 1              | < 0,1%   |

Рідною мовою назвали:
| Мова      | Кількість осіб | Відсоток |
| --------- | -------------- | -------- |
| румунська | 5699           | 99,1%    |
| циганська | 50             | 0,9%     |

Склад населення комуни за віросповіданням:
| Релігія       | Кількість осіб | Відсоток |
| ------------- | -------------- | -------- |
| православні   | 5517           | 96,0%    |
| п'ятдесятники | 148            | 2,6%     |
| бретрени      | 65             | 1,1%     |
| адвентисти    | 5              | 0,1%     |
| римо-католики | 2              | < 0,1%   |